# José Rivera (pallavolista 1977)
José Manuel Rivera Caamano (Chicago, 2 luglio 1977) è un pallavolista portoricano.
Gioca nel ruolo di schiacciatore nei Gigantes de Carolina.

## Carriera
La carriera di José Rivera inizia nella squadra della sua università, la Ohio State University, con la quale prende parte alla NCAA Division I dal 1996 al 2000, raggiungendo durante il suo ultimo anno la finale NCAA. Nella stagione 2000 inizia la carriera professionistica a Porto Rico nella Liga de Voleibol Superior Masculino, vestendo la maglia dei Rebeldes de Moca, con cui si aggiudica immediatamente lo scudetto, restando con la franchigia anche nella stagione seguente; nel 2002 inoltre debutta nella nazionale portoricana, aggiudicandosi l'oro ai XIX Giochi centramericani e caraibici.
Nel campionato 2002-03 approda nella Superliga spagnola, dove difende i colori del Club Voleibol Melilla. Dopo essere tornato in Porto Rico, questa volta ai Playeros de San Juan, per il campionato 2002 e quello successivo, nel quale raggiunge la finale scudetto, nella stagione 2003-04 gioca nella Serie A2 italiana con la Pallavolo Molfetta.
Conclusa la stagione 2004 coi Playeros de San Juan, per il campionato 2004-05 gioca nella Polska Liga Siatkówki col Klub Sportowy Jastrzębski Węgiel. Nel campionato 2005 ritorna in Porto Rico, questa volta per giocare coi Caribes de San Sebastián, raggiungendo ancora una finale scudetto. Nel campionato 2005-06 approda nella Pro A francese col Beauvais Oise Université Club; con la nazionale vince la medaglia d'oro ai XX Giochi centramericani e caraibici.
Nel campionato 2006 fa ancora una volta ritorno a Porto Rico, giocando per i Caribes de San Sebastián, che lascia a metà campionato per approdare ai Nuevos Gigantes de Carolina. Nella stagione 2006-07 approda in Belgio al Maaseik, con cui vince la supercoppa e la coppa nazionale; con la nazionale invece conquista la medaglia d'argento al campionato nordamericano 2007.
Successivamente approda in Grecia, dove milita per tre annate con altrettanti club differenti: nella stagione 2007-08 difende i colori del Gymnastikos Syllogos Īraklīs Thessalonikīs, vincendo la Supercoppa greca e lo scudetto; nella stagione seguente passa ai rivali dell'Olympiakos Syndesmos Filathlon Peiraios, conquistando la Coppa di Grecia ed un altro scudetto; per poi terminare l'esperienza ellenica nel campionato 2009-10, nel quale approda all'Enose Athlopaidion Patron. Con la nazionale nel 2009 vince la medaglia di bronzo al campionato nordamericano, bissato un anno dopo alla Coppa Panamericana e seguito dall'oro ai XXI Giochi centramericani e caraibici.
Ritorna in Porto Rico per la Liga de Voleibol Superior Masculino 2010, nella quale, coi Nuevos Gigantes de Carolina, vince il secondo scudetto portoricano della sua carriera, impreziosito dai premi di MVP della Regular Season e delle finali. Nella stagione 2010-11 gioca nella Serie A1 italiana con la Callipo Sport di Vibo Valentia, che lascia nella stagione seguente, firmando per i rivali della Top Volley di Latina. Nel campionato 2012-13 cambia nuovamente maglia, difendendo i colori del Verein für Bewegungsspiele Friedrichshafen, con cui raggiunge le finali scudetto della 1. Bundesliga tedesca, per poi fare infine ritorno ai Nuevos Gigantes de Carolina nel campionato seguente.
Nel campionato 2014-15 gioca nel campionato cadetto francese col Rennes Volley 35, mentre nella stagione 2015 torna a difendere i colori dei Caribes de San Sebastián in Porto Rico, che però lascia già nella stagione seguente, quando fa ritorno ai Gigantes de Carolina; dopo solo quattro incontri è vittima di un grave infortunio, rompendosi il tendine d'Achille, ed è costretto a saltare il resto dell'annata.

## Palmarès

### Club
- Campionato portoricano: 2

2000, 2010
- Campionato greco: 2

2007-08, 2008-09
- Coppa del Belgio: 1

2006-07
- Coppa di Grecia: 1

2008-09
- Supercoppa belga: 1

2006
- Supercoppa greca: 4

2007

### Nazionale (competizioni minori)
- Giochi centramericani e caraibici 2002
- Giochi centramericani e caraibici 2006
- Coppa Panamericana 2010
- Giochi centramericani e caraibici 2010

### Premi individuali
- 2005 - Liga de Voleibol Superior Masculino: All-Star Team
- 2010 - Liga de Voleibol Superior Masculino: MVP della Regular Season
- 2010 - Liga de Voleibol Superior Masculino: MVP delle finali
- 2010 - Liga de Voleibol Superior Masculino: All-Star Team
- 2010 - Liga de Voleibol Superior Masculino: Offensive Team
- 2014 - Liga de Voleibol Superior Masculino: All-Star Team